# Sineugraphe disgnosta
Sineugraphe disgnosta là một loài bướm đêm trong họ Noctuidae.